# Isidro Morales
Isidro Morales fue un político peruano. 
Fue diputado de la República del Perú por la provincia de Aymaraes en 1849 durante el primer gobierno de Ramón Castilla y José Rufino Echenique. Falleció en ejercicio del cargo en la ciudad de Lima el 10 de noviembre de 1849.